# 合叶子单囊壳
合叶子单囊壳（学名：Sphaerotheca filipendulae）是属于白粉菌目白粉菌科单囊壳属的一种真菌，寄生在合叶子属植物上。该种分布于中国。